# Берки (род)

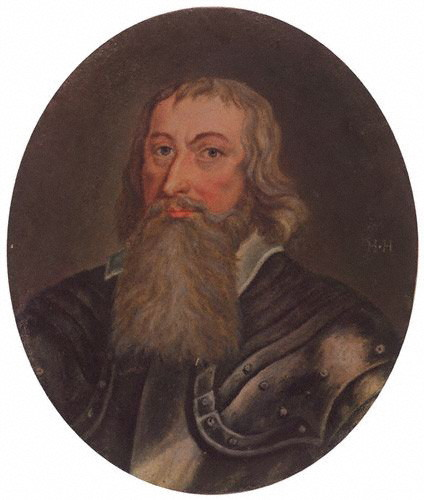
Улик Берк, 1-й маркиз Кланрикард (1604—1657).

Герб графов Мейо.

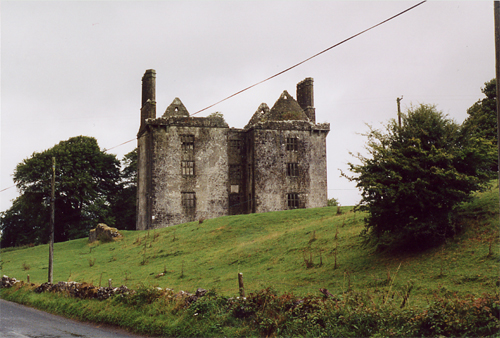
Замок Глинск, графство Голуэй.

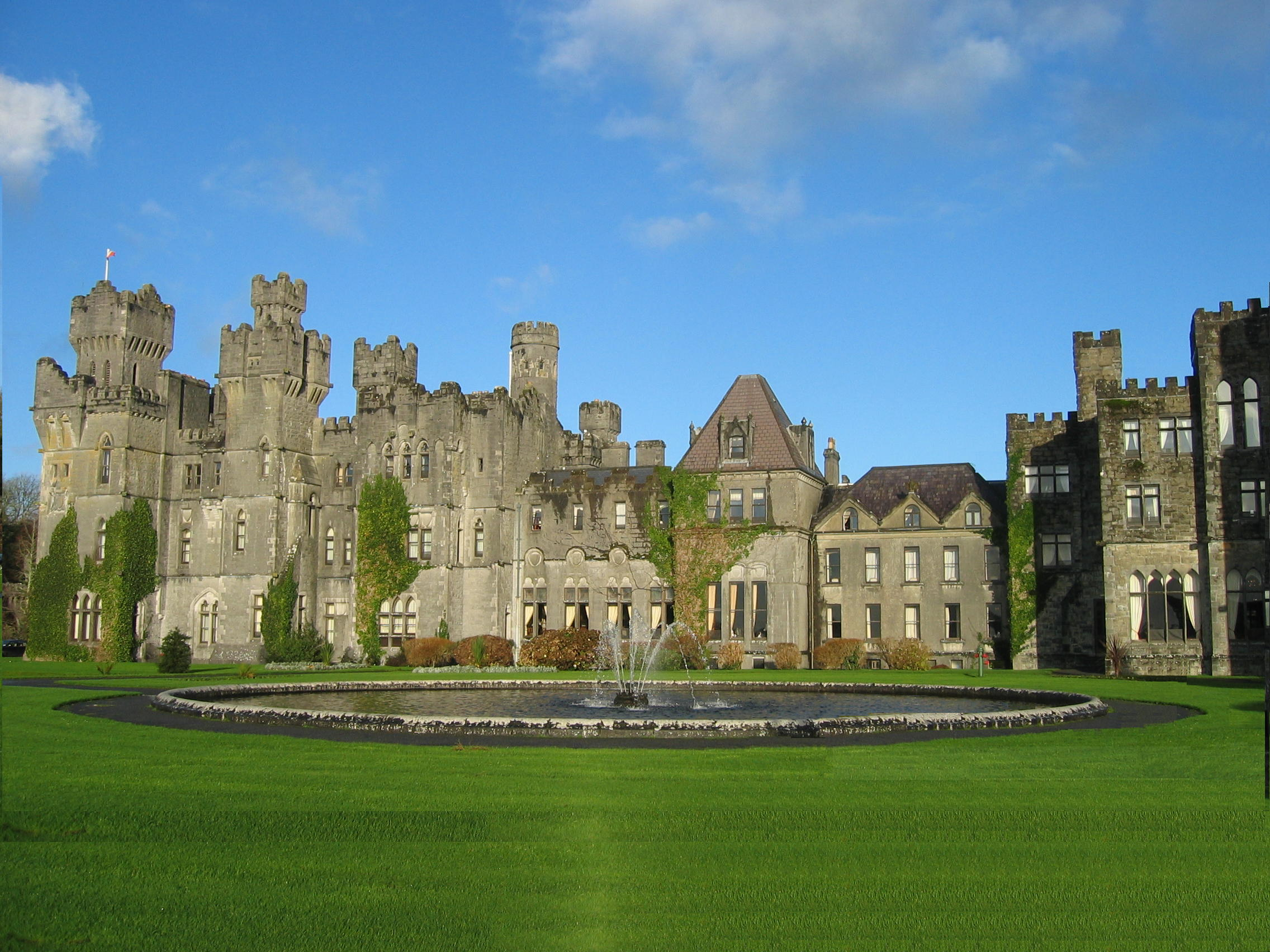
Замок Эшфорд, графство Мейо.

Берки, Бурки или де Бурги (ирл. de Búrca; лат.  de Burca, de Burgo) — ирландская ветвь англо-нормандской знатной семьи, известной как де Бурги. Больше 700 лет династия владела землями в Ирландии, в частности в Коннахте. Фамилия происходит от английского поселка Бург, графство Саффолк. Название поселка имеет англо-саксонское происхождение и означает «крепость», «укрепленный город».
Первым аристократом из династии Берк (де Бург) был англо-норманнский рыцарь и авантюрист Уильям де Бург (1160—1206), который прибыл в Ирландию в 1185 году вместе с королем Англии Генрихом II Плантагенетом после англо-норманнского завоевания Ирландии. Уильям де Бург был старшим братом Хьюберта де Бурга, графа Кента и юстициария Англии.
Позднее потомки первых аристократов де Бург роднились с ирландцами, с вождями ирландских кланов с целью утверждения своей власти. Но со временем они перенимали ирландские обычаи и культуру и превращались постепенно в типичный ирландский клан с различными септами и ветвями. Кроме того, Берки владели землями преимущественно в западной и северной Ирландии, где в течение всего средневековья власть английской короны была эфемерной и Берки предпочитали быть независимыми лордами, чем подданными английской короны. И поэтому если в XII-XIII веках де Бурги были опорой власти короля Англии в Ирландии, то позднее клан Берков англичанам пришлось покорять и завоевывать.

## Титулы Берков
Потомки Уильяма де Бурга владели в разные времена титулами лордов Коннахта, вождей клана Мак Уильям Иохтар, графов Ольстера, графов Кланрикард, маркизов Кланрикард, маркизов Слайго, графов Кент, графов Мейо, виконтов Берк, баронов Фермой, баронов Бург, баронов Каслконнелл, баронов Коннахт, баронов Лейтрим, баронов Даун, баронов Страбоги, баронов Берк, баронов де Бург.

## Лозунг дома Берк
Лозунгом династии Берк было: «Ung Roy, Ung Foy, Ung Loy» — «Один король, одна вера, один закон». Гербом Берков является красный крест на золотом фоне.

## История дома Берк
Уильям де Бург (? — 1206) получил в награду за службу от короля Англии Иоанна Безземельного земли в Ирландии в 1169 году. Сначала ему была дарована власть в ирландском королевстве Томонд и землях Лимерик. В 1199—1201 годах он получил в лен земли королей Коннахта Кахала Карраха и Кахала Кровдерга, но потом Уильям де Бурго был выслан из Лимерика в 1203 году и потерял свои земли в ирландском королевстве Коннахт.
Сын Уильяма де Бурга — Ричард Мор де Бург (? — 1243) получил титул 1-го лорда Коннахт. Английская корона ликвидировала ирландское королевство Коннахт и передала эти земли Ричарду Мору де Бургу, однако ирландцы не признавали это и долгое время существовали вожди ирландских кланов которые упорно именовали себя королями Коннахту, с которыми де Бургам как «лорды Коннахта» пришлось вести войну. Ричард Мор де Бурго занимал должность юстициария Ирландии в 1228—1232 годах. В 1234 году он воевал против графа Ричарда Маршала, погибшего в битве с ним. В этой войне он был на стороне короны Англии. Старший сын Ричарда Мора — тоже сэр Ричард де Бург (? — 1248) ненадолго унаследовал титул лорда Коннахт.
Второй сын Ричарда Мора — Уолтер де Бург (? — 1271) продолжал войну против ирландских кланов, не признавал власть английского короля и значительно расширил свои огромные владения, получив от принца Эдварда титул «граф Ольстер» в 1255 году.
В 1271 году Уолтеру де Бургу, 1-му графу Ольстера, наследовал его сын, Ричард Ог де Бург, 2-й граф Ольстер (1259—1326). В 1286 году он опустошил и покорил ирландское королевство Коннахт, отстранил от престола короля Ольстера Брайана О’Нила, заменив его собственной марионеткой. Он также напал на короля Коннахта из клан О’Коннор. Он возглавил свою армию в Ирландию для поддержки короля Англии Эдварда I в его шотландских войнах, и после вторжения графа Эдварда Брюса в Ирландию и объявление его верховным королем Ирландии (1315 год) Ричард де Бург выступил против него, но отдал свою дочь Элизабет замуж за Роберта Брюса (ставший впоследствии королем Шотландии). Иногда его вызывали в английский парламент, но большую часть своей бурной жизни он проводил именно в Ирландии, воюя с непокорными ирландскими кланами и с другими англо-норманнскими феодалами, которые посягали на его земли. По документам того времени, в том числе по источникам 1290 года, де Бурги владели землями в Ольстере, Коннахте, Манстере и получили во владение остров Мэн, но потом вернули его во владение короля Англии.
3-м графом Ольстера стал Уильям Донн де Бург (1312—1333), сын Джона де Бурга (1286—1311) и Ричарда Ога де Бурга, 2-го графа Ольстера. Земли частично унаследовала Элизабет, леди Клер (1295—1360), сестра последнего графа Клер, сэра Гилберта де Клера (1291—1314). Донн Уильям де Бург женился на Мод Ланкастер, дочери Генриха, 3-го графа Ланкастера, и получил должность лейтенанта Ирландии в 1331 году, но был убит на 21-м году жизни, оставив дочь Элизабет де Бург (1332—1363) которая стала единственной наследницей владений как де Бурга так и огромных имений графов Клер. Ещё ребёнком её поженили с Лайонелом, 1-м герцогом Кларенсом (третьим сыном короля Англии Эдуарда III Плантагенета), которого признали вследствие этого брака графом Ольстера. Их потомок — Эдвард Плантагенет, 4-й герцог Йорк, взошел на трон Англии как король Эдвард IV. С того времени графство Ольстер считалось собственностью короля Англии.

## Клан Мак Уильям
После убийства Уильяма Донна де Бурга, 3-го графа Ольстера, в 1333 году его родственники мужского пола (которые имели большее право на наследство, чем его дочь, согласно тогдашним обычаям и законам), приняв ирландские имена и обычаи, стали фактически вождями ирландских кланов и септ и упорно удерживали владения де Бургов. Их двумя основными ветвями были клан Мак Уильям Уахтар (Верхние Мак Уильямы) или клан Кланрикард (на юге Коннахта и графства Голуэй) и Мак Уильям Иохтар (Нижние Мак Уильямы) на севере Коннахта и графства Мейо.
В 1543 году вождь клана Мак Уильям Уахтар (Верхние Мак Уильямы), известный как Улик на г-Кенн ? — 1544) капитулировал перед королем Англии Генрихом VIII Тюдором, признав верховную власть короля Англии, получив за это титулы 1-го графа Кланрикарда и 1-го барона Данкеллина. Его потомок — Ричард Берк, 4-й граф Кланрикард, принимал участие в Девятилетней войне за независимость Ирландии на стороне английской короны, воевал против повстанцев Хью О’Нила. Позже он получил титул 1-го графа Сент-Олбанс в 1628 году. Его сын Улик Берк получил титул 1-го маркиза Кланрикарда (первая креации, 1646 год). Его двоюродный брат и наследник Ричард, 6-й граф Кланрикард, приходился дядей Ричарду, 8-му графу Кланрикард, и Джону, 9-му графу Кланрикард. Оба они воевали на стороне короля Англии Якова II Стюарта и были наказаны за это в 1691 году. Но Джон Берк был восстановлен в правах и титулах в 1702 году, а его правнуку Генриху Берку, 12-му графу Кланрикарду, был дарован титул маркиза Кланрикарда (вторая креации, 1789 год). Он не оставил сына, но его брат Джон Берк, 13-й граф Кланрикард, вновь получил титул графа Кланрикард (вторая креации), а маркизат Кланрикард впоследствии возрожден в 1825 году для сына Джона, Улика Берка, 14-го и 2-го графа Кланрикарда. Его наследник — Хьюберт де Бург-Каннинг (1832—1916) был 2-м и последним маркизом Кланрикард. Графство Кланрикард (вторая креация) было передано Джорджу Брауну, 6-му маркизу Слайго. Эта семья, которая изменила своё название с Берк на де Бург в 1752 году и приобщила к своим владениям земли Каннинг в 1862 году, владела огромными поместьями в графстве Голуэй.
В 1603 году Уильям Мак Иохтар — Тиобойд на Лонг (Теобальд) Берк (1567—1629) капитулировал перед английской короной и признал власть Англии и за это получил титул виконта Мейо в 1627 году. Майлз Берк, 2-й виконт Мейо (? — 1649), получил свой титул в 1649 году. Теобальд, 4-й виконт Мейо, унаследовал этот титул в 1665 году. Оливер Кромвель конфисковал их земли и замки, но после реставрации монархии Теобальду вернули его имения и земли площадью около 50 000 акров. Это случилось в 1666 году. Джон Берк, 8-й виконт Мейо, умер в 1767 году. В 1781 году Джон Берк из клана Мак Уильям Иохтар получил титул виконта Мэйо, а затем и титул графа Мейо. В 1872 году на Андаманских островах был убит Ричард Берк, 6-й граф Мейо (1822—1872), вице-король Индии (1869—1872).
Баронства Берк из Коннелла (1580) и Берк из Бриттаса (1618) были конфискованы в 1691 году и были переданы ветвям семьи Берк, которые до сих пор имеют представителей среди баронетов и помещиков Ирландии.

## Потомки Хьюберта де Бурга, 1-го графа Кента
Бароны Бург (или Боро) с Гейнсборо (1487—1599) — это семья из графства Линкольншир, которая, как полагают, происходила от Хьюберта де Бурга (младшего сына Хьюберта де Бурга, 1-го графа Кента). Томас Бург, 3-й барон Бург (1558—1597), был лордом-наместником Ирландии (1597), а его младший брат, сэр Джон Бург (? — 1594), был известным солдатом и моряком.